# Václav Hájek
Václav Hájek z Libočan (zm. 18 marca 1553 w Pradze) – czeski kronikarz, pisarz, duchowny i kaznodzieja katolicki. 
Autor Kroniki czeskiej, którą pisał przez 6 lat. Kronika rozpoczyna się opisem pojawienia się Czechów na terenach dzisiejszych Czech, a kończy na roku 1527. Pomimo że autor zebrał ogromną liczbę informacji, jego dzieło zawiera wiele zmyśleń i nieścisłości. Niemniej czytane przez stulecia miało wpływ na podtrzymanie czeskiej świadomości narodowej.

## Życiorys
Urodził się pod koniec XV wieku, najprawdopodobniej pochodził z drobnej szlachty z okolic Žatca. W młodości był stronnikiem utrakwistów, w 1521 roku przeszedł na katolicyzm i został duchownym katolickim. Od 1524 roku był kaznodzieją w augustiańskim kościele św. Tomasza w Pradze. Dzięki przychylności i wsparciu katolickiej elity otrzymywał dochodowe urzędy kościelne, z których jednak był później usuwany z powodu niewypełniania swoich obowiązków oraz nadużyć. 
Ostatnie lata życia spędził w klasztorze dominikanów na praskim Starym Mieście. Został pochowany w klasztornym kościele świętej Anny.